# Pedro Villacampa y Maza de Lizana
Pedro Villacampa y Maza de Lizana (castellà: Pedro Villacampa y Periel)  (Laguarta, 10 de maig de 1776 - Madrid, 27 de desembre de 1854) va ser un cavaller, militar i polític aragonès.

## Biografia
Va néixer a Laguarta, en la casa pairal de la família Villacampa. Va ser fill de Domingo Villacampa i Guillén y de Francisca Periel, pertanyents a importants llinatges d'infantons aragonesos i, per tant, de la noblesa. Al seu naixement se li va imposar el nom de Pedro Villacampa Periel, modificat el segon cognom més tard pel de Maza de Lizana, llinatge aragonès al qual pertanyia per la branca paterna.
La seva casa natal encara segueix en peus, configurant un magnífic exemple de Casa pairal altoaragonesa, amb importants inscripcions i escuts en la seva façana, que donen idea de la importància de la casa i la família en l'època.
Des de segles, la seva família posseïa gran tradició militar (pels Villacampa) i jurista (pels Guillén de Panticosa). Prova d'això són la importància dels càrrecs militars que també van tenir els seus germans com José Villacampa (coronel), Miguel Villacampa (tinent) i Francisco Villacampa (cadet). A més, el seu nebot va ser l'important militar Manuel Villacampa del Castillo, fill del seu germà José Villacampa y Periel, primogènit i hereu de la casa.

## Carrera militar
Va emprendre la seva carrera militar com a voluntari l'1 d'octubre de 1793 en el segon batalló de voluntaris d'Aragó. Va destacar en la Guerra Gran contra la república francesa i és nomenat sotstinent en 1795. És destinat a la persecució i captura de contrabandistes en el camp de Gibraltar. 

Va vèncer als portuguesos en 1801 a Monterrei. Al febrer de 1805 i després de la declaració dels anglesos de guerra contra Espanya embarca a Dènia amb destinació a Mallorca.
En la guerra contra els francesos de 1808 va anar a l'assetjada Saragossa, fent retrocedir als francesos fins als camps d'Alfaro. Al costat dels Terços d'Osca participa en les accions de Sangüesa, Villar de Sós, Aibar i batalla de Tudela on se li concedeix el grau de tinent coronel el 20 de setembre de 1808.
 Joaquín Blake el nomena vocal de la junta militar establerta a Tortosa ascendint-lo a mariscal de camp en 1809. En 1814 és nomenat governador de Madrid i capità general de Castella la Nova.
Però l'arribada a Espanya del rei Ferran VII li va suposar una persecució injusta, fou detingut fins a març de 1820 per posar-se al capdavant de la capitania general de Barcelona. La presó a la qual se li va sotmetre li va produir una malaltia en la vista, de la qual no es va recuperar mai. Ferran VII volia posar fi a la seva captivitat a canvi que es reconegués culpable d'haver parlat públicament sobre els privilegis del tron. El general no va voler reconèixer aquesta acusació i va exposar al sobirà amb fermesa la seva pròpia innocència. Fou reclòs en 1815 al castell de Montjuïc.
Durant el trienni constitucional va ser destinat a Catalunya com a capità general fins a febrer de 1822, i de Granada fins a abril de 1823. Va ser ajudant de camp de sa majestat i general en cap de l'exèrcit d'Andalusia. El 7 d'abril de 1823 França va enviar a Espanya els Cent Mil Fills de Sant Lluís per restablir l'absolutisme. El general va comprendre que li esperaven persecucions no menys dures de les quals havia patit anteriorment. Va buscar refugi a Gibraltar des d'on va poder traslladar-se a Malta, romanent en aquesta illa fins a març de 1828. Ansiós de tornar a Espanya es va traslladar a Tunísia, pobre, malalt i abatut. Allí passa els últims cinc anys de la seva trista emigració, gràcies a la generositat del cònsol anglès.
La primera amnistia de Maria Cristina li va obrir les portes per al seu retorn, on va arribar el 12 de febrer de 1833. Fou destinat a la plaça de Maó i amb escàs sou. A la mort del rei, li va seguir la restauració constitucional. En 1835 va ser nomenat capità general de les Balears, fins a febrer de 1839. En 1843, va exercir el mateix càrrec a València encara que per breu temps, doncs va ser escollit senador per Osca. Va concórrer a les legislatures de 1843 i 1844, quedant de caserna a Saragossa i sent nomenat senador vitalici a l'agost de 1845. Des de llavors i fins a la seva defunció va ser la seva persona reverenciada, gaudint en vida de la glòria i prestigi que envoltava el seu nom. Era cavaller Gran Creu de Sant Ferran des de 1815 i de Sant Hermenegild des de 1835.
Després de la mort de Palafox, el va succeir en la direcció del cos i caserna d'invàlids al març de 1847, i sent el primer i més antic dels tinents generals espanyols, va obtenir de la reina Isabel II l'últim guardó: el de capità general de l'exèrcit el 19 de novembre de 1852. Va passar els últims anys de la seva vellesa al convent d'Atocha, on va morir el 27 de desembre de 1854 als 78 d'edat.